# Aaahh!!! Real Monsters
Aaahh!!! Real Monsters (¡¡¡Aaahh!!! Monstruos de verdad en Hispanoamérica y ¡¡¡Aaahh!!! Monstruos en España) es una serie animada de 4 temporadas y 52 episodios, transmitida por Nickelodeon.

## Trama
Es una serie de la televisión animada norteamericana sobre unos monstruos juveniles en entrenamiento, desarrollado por Klasky Csupo para Nickelodeon. La serie corrió para las cuatro estaciones en los Estados Unidos principales de Nickelodeon y se reestrenó en Nicktoons hasta 2006.
La serie se enfoca en particular en tres monstruos (Ickis, Oblina, y Krumm) quienes asisten a una escuela para monstruos bajo un vertedero de la ciudad y aprenden a asustar a los humanos. Muchos de los episodios se resuelven alrededor de los monstruos que salen a la superficie para realizar los sustos como las asignaciones de la clase. Al parecer, la serie tiene lugar en un basural fuera del área de la ciudad de Nueva York, más probablemente en Nueva Jersey.
Al contrario de la inmensa mayoría de producciones animadas, las tres voces principales (Charles Adler, Christine Cavanaugh y David Eccles) grabaron sus líneas juntos en el mismo estudio.

## Personajes

### Personajes principales
Ickis (interpretado por Charles Adler)
Ickis es un monstruo pequeño y magenta, de boca grande, con las orejas largas y los pies grandes. Su tamaño y la forma de sus orejas hace que algunos humanos lo confundan con un conejo. Es hijo del gran Slickis, un monstruo legendario de la Academia y venerado por todos, lo cual ha dejado a Ickis con un flagrante complejo de inferioridad, siempre viviendo a la sombra de su padre. Debido a esto, sus sustos fallan a menudo. Su estilo se basa en su capacidad de inflarse y poder agrandar sus garras y colmillos a tamaños extraordinarios. Ickis es mayormente tímido, inseguro, neurótico, y algo irresponsable en sus deberes académicos. Sin embargo, en momentos de gran necesidad, o cuando él o sus amigos se ven amenazados, es capaz de un coraje e inteligencia formidables, demostrando que su miedo a no ser tan bueno como su padre es lo que más lo detiene. Ickis duerme en un mingitorio.
Krumm (interpretado por David Eccles)
Como el resto de su familia, los ojos de Krumm no se unen a su cuerpo dado que no tiene cabeza. Así, él normalmente los lleva en sus manos, aunque si requiere el uso de ambas manos, puede llevar sus ojos delicadamente en su boca. Su más valiosa herramienta para asustar a los humanos es el hedor de sus axilas (aunque también posee la habilidad de agrandarse y gruñir). Es un gran compañero de Ickis en sus aventuras, y como él, tampoco es un estudiante muy brillante, pero pareciera ser bastante más tranquilo y pasivo que Ickis y Oblina. A pesar de su aspecto repulsivo e inmundo, Krumm es bien sencillo, bienhumorado, tierno, bromista, gracioso y además es de mucha ayuda en momentos de necesidad. Le gustan los aparatos de cocina; de hecho él duerme en un horno de microondas.
Oblina (interpretada por Christine Cavanaugh)
Oblina viene de una familia de monstruos adinerada, y es la mejor estudiante de Gromble, el director de la Academia. Su cuerpo es como bastón de dulce blanco y negro, con un par de labios grandes, rojos y trasladables. Uno de sus métodos favoritos de asustar a los humanos es sacando sus órganos interiores aunque también posee la capacidad de transformar su cuerpo casi a libre voluntad. En muchas ocasiones, Oblina es la voz de la razón. Se preocupa por sus amigos y siempre busca la lógica de cada situación, aunque a veces su astucia e inteligencia no le sean eficaces. Es de carácter fuerte, mandona, algo gruñona, y es por eso que muchas veces termina discutiendo con Ickis. 
Gromble (interpretado por Greg Berger)
Gromble es el intimidante director de colegio de la escuela monstruosa que demuestra su amor duro empequeñeciendo a sus estudiantes para los sustos pobres. Él es un monstruo alto, grisáceo con dos mechones de pelo de cabeza, una barba y una cola que llevan un cinturón y un zapato rojo en cada uno de sus cuatro pies, Gromble es muy tendiente a arranques de ira que lo obligan a llevar la academia casi con una disciplina militar. En un movimiento polémico en el primer episodio, se puede ver a Gromble comiéndose a uno de sus estudiantes de una mordida (aunque él lo escupe fuera después de masticarlo), Gromble es muy temido por sus estudiantes debió a estos arranques de ira sin embargo Gromble también suele hacer movimientos payasescos y afeminados y a divertirse a expensas del dolor y sufrimiento de sus estudiantes dándole una personalidad bipolar que va una especie de payaso psicótico a un violento psicópata

### Personajes secundarios
Snorch
Snorch es un monstruo grande a nivel humano y aparentemente poco inteligente que realiza los castigos a los estudiantes que rompen las reglas. Algunos de los castigos que Snorch ha dado son bailar y escuchar música humana. Se revela después que él es realmente bastante inteligente cuando él obtiene una caja de voz artificial. Esta se destruye rápidamente, dejándolo incapaz de hablar propiamente una vez más, debió a su condición de torturador (parecida a la de un prefecto), es muy temido por los estudiantes solo zimbo se mantiene a su lado.
Zimbo (interpretado por Tim Curry)
Zimbo es un monstruo que se parece a una abeja con una pierna de mamífero y cara de humanoide con cabello verde. Debido a su pequeño tamaño y su habilidad para volar, él trabaja como un espía para Gromble, informando alguna conducta desobediente de los otros monstruos. También, él es el único que entiende el habla de Snorch, su único amigo, aunque su amistad parece más motivada por el interés y los beneficios que conlleva la protección de Snorch.
Simón (interpretado por James Belushi)
Simón es un cazador egoísta que ha dedicado su vida a capturar monstruos, particularmente a Ickis, y demostrar su existencia al mundo. A pesar de su estado de desempleo, Simón es realmente bastante adinerado, parece tener mucho dinero que utiliza para contratar a otros cazadores para hacer su trabajo.
Slickis (interpretado por Billy Vera)
Slickis es el papá famoso de Ickis. Él es principalmente destacado en el episodio “Chip off the Old Beast”. Ickis siempre está bajo la tensión de mantener sus logros, hasta que él descubre que incluso su papá tuvo momentos difíciles en la escuela.
Horvak (interpretado por David Eccles)
Horvak es el padre de Krumm y, no sólo se parece Krumm sino también lleva sus ojos en sus manos. Él perdió uno, literalmente, a la Batalla de Lexington, cuando un hombre lo equivocó con un enemigo y disparó el primer tiro de la Revolución americana. Como tal, lleva un guante negro en esa mano. Empezó trabajando como un granjero después de quedar fuera de Academia Monstruosa, aunque Krumm cree que él se fue de buena gana. Es portador de una maldición familiar que llamó "La Maldición del Krumm" que lo afectó en perder su hedor horrendo.
La mamá Gromble (interpretado por Andra Martin)
La mamá Gromble es penosamente una madre sobreprotectora, e insiste en tratar a su hijo como a un niño.
Sublima (interpretado por Charles Adler)
Sublima es la madre de Oblina. Oblina llama su "mumsy" pero Sublima normalmente hace a Oblina llamar su "mumsy más estimado", una referencia de cultura de estallido la actriz americana Joan Crawford. A Sublima no le gusta asustar y quiere que Oblina deje la academia para aprender a cuidar de la fortuna familiar.
Skeetch (voz desconocida)
Skeetch es el padre de Oblina. Él es flaco como ella y es el más comprensivo de sus padres. Él está orgulloso de Oblina, a quien él llama Rayas. Mientras Ickis y los padres de Krumm parecen idénticos a ellos, Oblina toma los rasgos de ambos sus padres (el negro de su madre y colorido de las tiras blanco, ojos y labios, y la forma en bastón de su padre). Esta puede ser una indirecta acerca de cómo cada monstruo tiene su propia mirada.

## Duración de la serie
Desde octubre de 1994 hasta alrededor del año 2000, Aaahh!!! los Monstruos Reales estaban en la pantalla de Nickelodeon de Estados Unidos. Entonces en 2002 empezó la transmisión en Nicktoons. En 2006 se quitó de Nicktoons (anteriormente conocido como la Televisión de Nicktoons) y ahora se muestra de vez en cuando los domingos el "Nick Rewind". Aparece a menudo en el Turbonick de Nick.com, una transmisión de la programación en línea.
En el Reino Unido, Aaahh!!! los Monstruos Reales todavía permanecen en Nicktoons todas las noches a las 9:30pm.
En Alemania es transmitido de lunes a viernes a 11:45pm en el "Nick" común.
En Latinoamérica se transmitía solo en el feed en Nick Hits hasta el año 2010, y posteriormente, se volvió a emitir en 2020 en el bloque de Nick Rewind.

## Transmisión en distintos países
Estados Unidos
- Nickelodeon (1994-1999)(2007)
- Nicktoons Network (2002-2006)
- Telemundo (1998-2000) Solo la versión en Español

 Reino Unido
- Channel 4
- Nickelodeon (1994-1998)
- Nicktoons (2002-presente)

 Australia
- Nickelodeon (1995-2007)

 Turquía
- Nick en la Televisión de la Estrella (1995-1996)

 España
- Nickelodeon

 Rusia
- Nickelodeon (1998-1999, 2002-2006)
- TNT (2004-2009)

 Latinoamérica
- Nickelodeon Latinoamérica (1996-2002) (2009-2010) (bloque Nick Hits) (2020) (bloque Nick Rewind)
- Nick Clásico (2020-presente)

 México
- Nickelodeon (1996-2002)
- XHGC (1999-2000)
- XEQ (2004) (Mientras las Olimpiadas se transmitían en Canal 5)

 Alemania
- Nickelodeon (1995-1998, 2007)
- Das Erste (1996)

Dos episodios, 1-04 (Monstrous Makeover / A Wing and a Scare) and 4-06 (Nuclear and Present Danger / Loch Ness Mess), se prohíben ahora de mostrarse en la televisión norteamericana y se extrañó durante los reestrenos de la televisión de Nicktoons. Sin embargo, ambos estos episodios todavía se transmiten en la versión británica de Nicktoons y se mostraron en la versión latina de Nick Hits.

## Mercadotecnia
Desde 1995 a 1997, los episodios selectos de Aaahh!!! Los Monstruos Reales salieron a la venta en VHS y también un DVD oficial de la serie.
Mattel produjo una serie de figuras de acción Aaahh!!! los Monstruos Reales en 1995. Otros productos basados en el dibujo animados incluyen tarjetas comerciales, libros, juguetes afelpados y videos. En un momento dado, la empresa Molinos Generales también incluidos libros pequeños, promocionales de Ickis, Krumm, Oblina y Gromble en su cereal. En 1995, Microsoft realizó juegos para computadora y también salieron juegos para Game Boy Color.

## Película cancelada
Después del éxito de "The Rugrats Movie" de 1998, Nickelodeon tenía planes para hacer una película de Aaahh!! Monstruos de Verdad para cine. Sin embargo, la producción de la película fue cerrada debido a que la historia se consideró demasiado oscura para los niños.

## Doblaje
Latinoamérica:
- Ickis - Roberto Carrillo
- Krumm - Alejandro Mayén
- Oblina - Laura Torres
- Gromble - Víctor Delgado
- Zimbo - Ernesto Lezama
- Snorch - Francisco Colmenero (1 capítulo)
- Simón, el cazador de monstruos - Carlos del Campo

España:
- Ickis - Rafael Alonso Naranjo Jr.
- Krumm - Carlos Revilla †
- Oblina - Isacha Mengíbar
- Gromble - Juan Fernández Mejías